# 卡明 (梅克伦堡湖区县)
卡明是德国梅克伦堡-前波美拉尼亚的一个旧市镇。总面积14.87平方公里，总人口307人，其中男性160人，女性147人（2011年12月31日），人口密度21人/平方公里。
2014年5月25日，卡明并入市镇布格施塔加德。